# Go Let It Out
Go Let It Out è una canzone della band inglese Oasis, scritta dal chitarrista e compositore Noel Gallagher. Fu pubblicata il 7 febbraio 2000 come primo singolo del quarto album in studio del gruppo, Standing on the Shoulder of Giants, e raggiunse la prima posizione nella Official Singles Chart e nella classifica italiana (per due settimane).

## Genesi e significato
Il testo è scritto con la stessa vena creativa di Roll With It, con lo stesso incoraggiamento all'ascoltatore a vivere senza prefissarsi uno scopo. La canzone utilizza il campionamento di batteria del brano I Walk on Guilded Splinters nell'interpretazione di Johnny Jenkins. Il titolo del pezzo, invece, può essere un riferimento ad una frase del brano Hey Jude dei Beatles ("So let it out and let it in, hey, Jude, begin"). Nell'intervista contenuta nell'edizione speciale del DVD Stop the Clocks, il greatest hits della band pubblicato nel 2006 e in cui è presente Go Let It Out, lo stesso Noel ha descritto il brano come la canzone più simile ad una moderna rivisitazione dei Beatles.
Il brano, insieme al lato b (As Long As They've Got) Cigarettes in Hell, ha in sé quel tocco psichedelico che la band ha sperimentato sull'intero album. Anche Let's All Make Believe, secondo lato b del singolo, è considerata da molti una delle migliori b-side mai composte dagli Oasis. Molti credono che questa canzone contenga nel suo testo dei riferimenti ai problemi che in quel periodo attanagliavano la band (come nel verso "So let's all make believe/that we're still friends and we like each other...").
A causa dell'abbandono del chitarrista Bonehead e del bassista Guigsy nelle prime sessioni di registrazione di Standing on the Shoulder of Giants, alla composizione di Go Let It Out presero parte solo Liam (cantante), Noel (chitarrista ritmico, d'accompagnamento e basso) e Alan White (percussioni).
Gli Oasis erano in cerca di nuovi componenti dopo l'abbandono di Bonehead e Guigsy. Mentre il primo fu rimpiazzato da Gem Archer, il secondo fu un po' più difficile da sostituire. Per questo motivo il video per Go Let It Out fu registrato con Noel al basso, Gem nel ruolo di chitarrista ritmico di Noel e Liam nel ruolo di Gem, cioè come chitarrista d'accompagnamento.
Go Let It Out è stato anche il primo singolo per la nuova etichetta discografica Big Brother Recordings.
Per le nuove regole riguardanti la lunghezza dei singoli musicali da pubblicare, Go Let It Out è stato il primo singolo ad includere solo due lati b.

## Commenti
Nell'intervista contenuta nel DVD Stop the Clocks (2006), Noel Gallagher ebbe a dire a proposito del brano:

## Video
Il videoclip promozionale della canzone è stato girato nel Surrey, in Inghilterra, per la regia di Nick Egan, nel novembre 1999.
Il video inizia con alcune persone che pagano l'ingresso per salire su un double-decker bus; tra queste vi è anche Liam Gallagher, munito di occhiali da sole neri, appostato all'ingresso come fosse un controllore (durante il viaggio lo vedremo anche suonare la chitarra). Si vedono poi gli altri membri del gruppo (Noel Gallagher, Alan White e Gem Archer) suonare sopra un palco in mezzo ad un prato verde, raggiunti più tardi anche da Liam. La bizzarria consiste nel vedere Noel, leader e chitarrista storico della band, suonare il basso; cioè si deve al fatto che al momento delle riprese del video il nuovo bassista Andy Bell non era ancora stato ufficialmente reclutato.

## Tracce
- CD RKIDSCD 001

1. Go Let It Out - 4:41
2. Let's All Make Believe - 3:53
3. (As Long As They've Got) Cigarettes In Hell - 4:21

- 7" RKID 001

1. Go Let It Out - 4:41
2. Let's All Make Believe - 3:53

- 12" RKID 001T

1. Go Let It Out - 4:41
2. Let's All Make Believe - 3:53
3. (As Long As They've Got) Cigarettes In Hell - 4:21

- Cassette RKIDCS 001

1. Go Let It Out - 4:41
2. Let's All Make Believe - 3:53

- Japanese CD ESCA 8114

1. Go Let It Out
2. (As Long As They've Got) Cigarettes In Hell
3. Helter Skelter

## Formazione
- Liam Gallagher - voce, fischio
- Noel Gallagher - chitarra acustica, chitarra elettrica, basso, mellotron, organo
- Alan White - batteria

## Classifiche
| Classifica (2000)         | Posizione massima |
| ------------------------- | ----------------- |
| Australia                 | 23                |
| Belgio (Fiandre)          | 60                |
| Canada                    | 1                 |
| Finlandia                 | 5                 |
| Francia                   | 66                |
| Germania                  | 31                |
| Giappone                  | 26                |
| Irlanda                   | 1                 |
| Italia                    | 1                 |
| Norvegia                  | 3                 |
| Nuova Zelanda             | 31                |
| Paesi Bassi               | 36                |
| Regno Unito               | 1                 |
| Spagna                    | 1                 |
| Stati Uniti (alternative) | 14                |
| Svezia                    | 14                |
| Svizzera                  | 23                |